# قلعة البرج (الخليل)

محافظة الخليل الفلسطينية

قلعة البرج هي قلعة رومانية أثرية تُسمى أيضًا قلعة صلاح الدين الأيوبي في قرية البرج في محافظة الخليل جنوب الضفة الغربية، تقع إلى جنوب غرب مدينة الخليل وتبعد عنها حوالي 25 كيلو متر، وهي محاذية للخط الأخضر.

## التسمية والتاريخ
قلعة رومانية قديمة، عرفت باسم قلعة صلاح الدين الأيوبي الذي شيدها في القرن الثاني عشر الميلادي، وهي مقامة على سلسلة من المغائر والسراديب وآبار المياه المحفورة في الصخور ،مستطيلة الشكل أبعادها (52 في 45 متر) ارتفاعها حوالي خمسة أمتار، وهي محصنة بأسوار حجرية قوية يحيط بها خندق دفاعي محفور في الصخور، ويوجد بداخلها برج دفاعي مبني من الجدران الحجرية، وتضم قلعة البرج بقايا آثار وكنيسة صغيرة ملاصقة للجدار الجنوبي .
استخدمت القلعة قديما لأغراض عسكرية ومدنية، يذكر أن صلاح الدين الأيوبي حفر الخندق المحيط بالقلعة أثناء حروبه مع الصليبين واستخدمها جيش صلاح الدين الأيوبي لمراقبة القوافل والجيوش القادمة من مصر والساحل، فكانت مكانا سكنيا للمقيمين في داخلها، وملاذ للسكان أثناء الحروب والغزوات.
تبذل الجهات المختصة جهود مساعي للاستفادة من القلعة للدارسين والباحثين، وللحفاظ على الموروث التاريخي والثقافي في فلسطين.

## وصلات خارجية
- قرية البرج.. مسار النبي إبراهيم ومعقل صلاح الدين  موقع المركز الفلسطيني للإعلام